# Michael Pilgrim
Michael Pilgrim (ur. 1947) – polityk, p.o. premiera Saint Lucia od 17 stycznia do 3 maja 1982 roku.
Studiował w Wielkiej Brytanii i przed zaangażowaniem się w politykę pracował w firmie audytorskiej Peat Marwick International. W 1979 zdobył po raz pierwszy mandat z ramienia Zjednoczonej Partii Robotniczej. Następnie został liderem wydzielonej z niej Postępowej Partii Pracy, krótkotrwałej partii socjalistycznej o orientacji prokubańskiej. Od 1979 do 1981 był ministrem w rządzie Allana Louisy'ego.
Fotel premiera objął tymczasowo 17 stycznia 1982 po tym, jak w wyniku protestów społecznych i nieuchwalenia budżetu ustąpił dotychczasowy premier Winston Cenac. Stworzył rząd jedności narodowej. Po czterech miesiącach stracił stanowisko wskutek przegranych wyborów na rzecz Johna Comptona, który utrzymał je aż do 1996. W wyborach z 1982 nie utrzymał fotela w parlamencie, ponownie bezskutecznie ubiegał się o wybór w 1987.

## Biblioteka
- Peter Josie: Shattered Dreams: A Political Odyssey in Port-Independent St Lucia. Trafford Publishing, 2012, s. 225, 226.